# Aeschynanthus roseus
Aeschynanthus roseus är en tvåhjärtbladig växtart som beskrevs av Rudolf Schlechter. Aeschynanthus roseus ingår i släktet Aeschynanthus och familjen Gesneriaceae. Inga underarter finns listade i Catalogue of Life.